# Ekofašismus
Ekofašismus je autoritativní politická ideologie, forma fašismu kombinující radikální environmentalismus s fašistickými idejemi.
Zatímco nefašističtí radikální environmentalisté většinou používají radikální techniky k ochraně životního prostředí před velkými znečišťovateli jako jsou doly nebo korporace, ekofašisté tyto znečišťovatele vidí v lidech či specifických sociálních skupinách (etnické menšiny, chudí). Typickým příkladem ekofašismu tak je například snaha o redukci světové populace ve jménu ochrany životního prostředí nebo kombinace těchto cílů s homofobií, rasismem, nacionalismem či jinou specificky směřovanou formou útlaku a nadřazenosti.